# Admiraal de Ruyter (Schiff, 1749)
Die Admiraal de Ruyter war ein Retourschiff der Vereinigten Ostindischen Kompanie (VOC). Gebaut 1749 in Amsterdam erfolgten mehrere Fahrten nach Fernost, wo sie 1773 aufgelegt und verkauft wurde.
Das Spiegelschiff wurde im selben Jahr und auf derselben Werft gebaut, wie die Amsterdam deren Nachbau heute in der Stadt Amsterdam zu sehen ist. Da es mit 575 Lasten (1.150 tons) dem gleichen Charter wie die Amsterdam zuzurechnen ist, ist auch die äußere Erscheinung gleich. Damit ist sie auch nach dem Konzept für 150 voet von Charles Bentam gebaut worden.
Obwohl das Schiff für die Kamer Amsterdam der VOC gebaut wurde, erfolgten 6 der 15 Fahrten auf Rechnung anderer Kammern. Die erste Ausfahrt erfolgte am Silvestertag 1749 von Texel nach Batavia. Andere Reisen gingen nach Kanton, Deschima und Ceylon. Dabei kehrte sie fünfmal in die Niederlande zurück. Die letzte Ausfahrt erfolgte im Januar 1767 von Fort Rammekens. In Ceylon angelangt wurde sie zum Verkauf aufgelegt.